# Панкратов, Николай Николаевич
Николай Николаевич Панкратов (ум. 17 февраля 1904, Санкт-Петербург) — русский шашечный композитор и шашечный теоретик, автор систематического курса нормальных шашечных окончаний.

## Биография
Год и место рождения Николая Панкратова неизвестны, как и многие другие детали его личной жизни. Это может быть связано с фактом, что Панкратов был кадровым военным, служившим в артиллерийских войсках. Известно, однако, что шашками он заинтересовался около 1875 года и быстро заявил себе как о шашечном композиторе, в 1880 году выиграв конкурс составителей задач, проводившийся «Шахматным листком» Чигорина.
В дальнейшем Панкратов оставался одним из ведущих шашечных композиторов России, чьи этюды заслужили репутацию особенно сложных. Лишь немногим мастерам удавалось найти решения в его этюдах, и на конкурсе журнала «Шашки» композиции Панкратова завоевали сразу два первых приза. Отличительной чертой работ Панкратова, как отмечал Александр Шошин, была их естественность, напоминающая нормальное окончание, но при этом сочетающаяся с тонкой техникой.
Николай Панкратов создал себе также имя как шашечный теоретик, работающий в области нормальных окончаний. Его статьи «Три дамки против одной», «Три дамки против дамки и простой», «Три дамки против дамки и двух простых» и «Три дамки и простая против меньших сил» публиковались в журнале «Шахматное обозрение» в начале 1890-х годов, а впоследствии эти и другие материалы были им сведены в фундаментальный труд по нормальным шашечным окончаниям «Материалы для руководства шашечной игры». На рубеже веков и в первое десятилетие XX века статьи Панкратова по теории шашечных окончаний публиковались как в «Шашках» Бодянского, так и в «Шахматном обозрении» (последние увидели свет уже после смерти автора). Панкратов был также автором необычной системы шашечной нотации, применявшейся в ряде развлекательных изданий в 80-е годы XIX века. Отличие этой нотации от принятой в настоящее время заключалось в том, что первая и вторая вертикали шашечной доски обозначались одной и той же буквой «a», третья и четвёртая — «b», пятая и шестая — «c», а седьмая и восьмая — «d». Таким образом, например, вместо «c3—d4» в этой нотации писалось «b3—b4».
По долгу службы Панкратов постоянно находился вдали от центров шашечной жизни России и в очных турнирах участия не принимал, но в начале 1880-х годов разыгрывал партии по переписке с Д. И. Саргиным, в которых они разыгрывали дебют, впоследствии известный как «гибельное начало». Эти партии с подробным анализом были опубликованы Саргиным в журнале «Радуга», а в 1892 году перепечатаны «Шахматным обозрением».
Выйдя в отставку в звании подполковника, Николай Панкратов поселился в Санкт-Петербурге, где и скончался в начале 1904 года. В посвящённой его памяти статье в «Литературных приложениях к журналу „Нива“» Василий Шошин писал, что Панкратов «своими исследованиями и анализами значительно двинул вперед разработку шашечной игры».